# Momčil
Vojvoda Momčil ali sebastokrator Momčil (bolgarsko Момчил войвода ali cевастократор Момчил) je bil bolgarski   razbojnik in fevdalni gospod zahodnih Rodopov iz prve polovice  14. stoletja, * okoli 1305, † 15. julij 1345, Periteorion.
Na začetku je bil vodja razbojniške skupine na tromeji tedanje Bolgarije, Bizantinskega cesarstva in Srbije. Kasneje je bil bizantinski plačanec. V bizantinski državljanski vojni se je vojskoval na vseh straneh in postal vladar večine Rodopov in zahodne Trakije. Njegovo ozemlje je bila na tromeji že omenjenih držav.
Momčil se je na začetku uspešno vojskoval proti Turkom in Bizantincem, požgal turške ladje in skoraj uspel ubiti svojega največjega nasprotnika, cesarja Ivana VI. Kanakuzena. Leta 1345 je bil v bitki z združeno turško-bizantinsko vojsko pri Periteorionu premagan in ubit. Zaradi svoje hrabrosti in borbe proti Turkom je v bolgarskih in srbskih ljudskih pesmih opevan kot borec proti turškemu osvajanju Balkana.